# انبار کاه

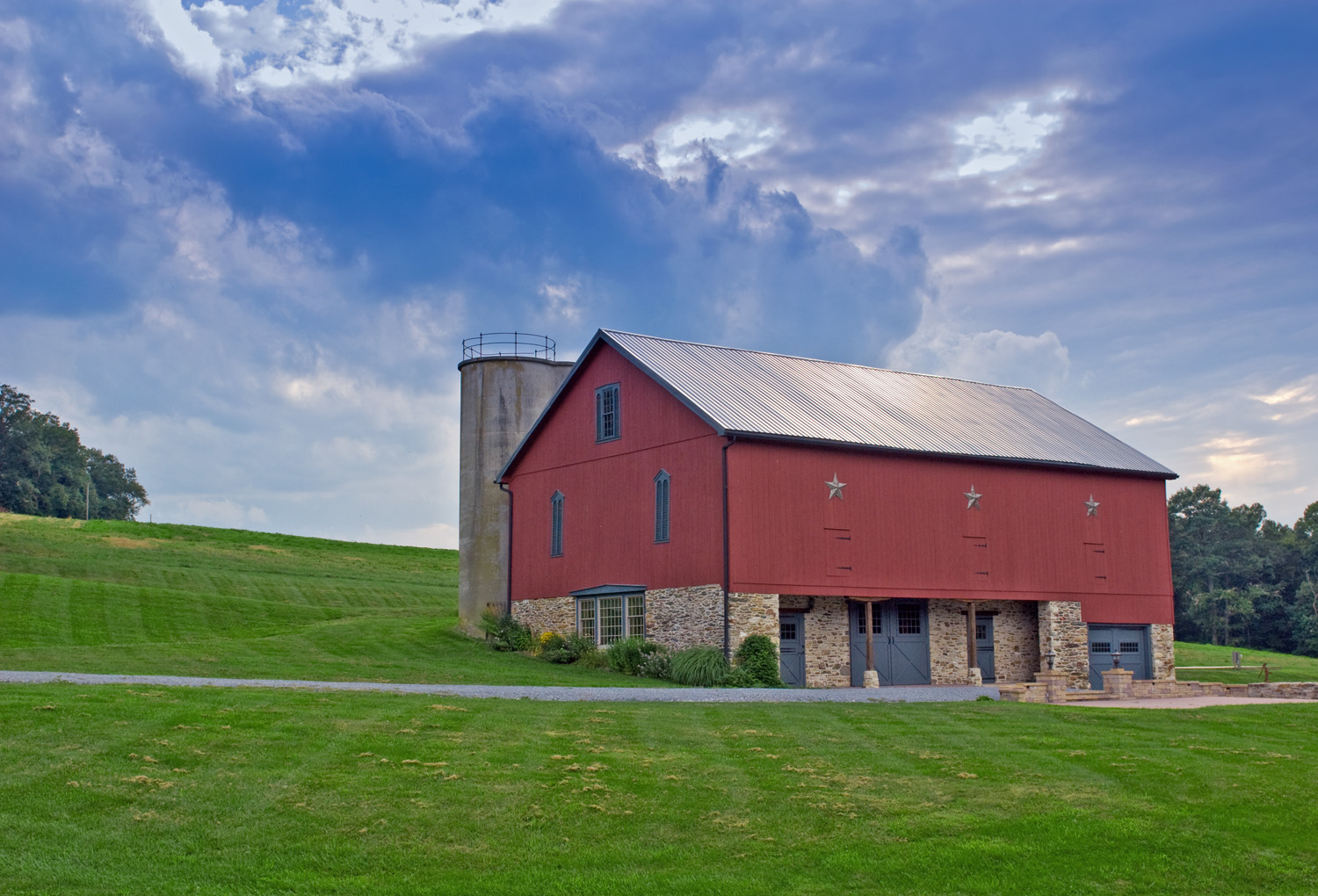
یک انبار غله پنسیلوانیا، آمریکا

انبار کاه، کاهدان یا طویله (فارسی قدیم: تواره) یک نوع ساختمان کشاورزی است که برای ذخیره‌سازی استفاده می‌شد و به عنوان یک محل کار پوشیده، کاربرد داشت. گاهی به عنوان محل دام یا فروشگاه‌های وسایل نقلیه کشاورزی و تجهیزات مورد استفاده قرار می‌گرفت. یک انبار غله ممکن است برای نگهداری گاو نیز کاربرد داشته باشد که به آن آغل گاو می‌گویند.